# Philodendron cordatum
Philodendron cordatum là một loài thực vật có hoa trong họ Ráy (Araceae). Loài này được Kunth ex Schott miêu tả khoa học đầu tiên năm 1856.